# 羅若安
羅若安（英語：Yvonne Law，1979年8月3日—），香港新聞從業員，無綫新聞前總記者／專題節目助理總記者／主播。

## 生平
羅若安曾任職《星島日報》，2003年中轉職銀河衛視新聞台（無綫收費電視新聞台前身）受訓半年，2004年初成為主播，間中亦於翡翠台報導新聞提要。
羅若安於2006年轉職至翡翠台擔任記者，並於2007年6月起兼任主播。羅若安屆時主要負責採訪港聞及兼任午間新聞、六點半新聞報道、新聞提要及晚間新聞主播。2010年3月至4月任駐廣州記者，同年12月再任駐廣州記者。2012年6月27日起任駐北京記者。
羅若安現時多主持六點半新聞報道及週六、日晚間新聞及專責採訪香港生活及民生新聞。
2012年5月28日起，羅若安擔任星期一至五晚間新聞主播。
2013年12月26日，羅若安首次主持《2013國際大事回顧》，接替已離職的原屬主持人盤翠瑩。
2015年4月15日，羅若安在六點半新聞報道將近尾聲之際，原本應由另一主播潘蔚林讀出「新聞報道完畢，再會」，怎料羅於同一時間向潘說「新聞報道完畢」，兩人即時面露尷尬並笑了一下。
2015年12月31日，羅若安改為主持《2015香港大事回顧》，拍檔為吳璟儁（他亦是2012年至2016年的主持）。接替原屬的主持人陳嘉欣。
2016年10月，羅若安獲晉升為總記者，是無綫新聞歷來第二位總記者。
2016年12月24日，羅若安再次主持《2016國際大事回顧》。
2017年8月29日，羅若安宣布離巢，到英國UCL進修，結束與無綫新聞14年的賓主關係。
2019年，羅若安在英國大學畢業後，回港擔任全職講師。

## 學歷
- 英國倫敦大學新聞科學碩士（2019年）
- 香港中文大學新聞及傳播學院文學碩士（2002年）
- 香港浸會大學政治及國際關係學文學士（2001年）
- 香港聖迦利亞預科書院（1998年）
- 玫瑰崗學校（1996年）
- 香港培道中學